# 奧斯塔普基夫齊 (科洛梅亞區)
48°35′26″N 25°16′50″E / 48.59056°N 25.28056°E
奧斯塔普基夫齊（烏克蘭語：Остапківці），是烏克蘭的村落，位於該國西部伊萬諾-弗蘭科夫斯克州，由科洛梅亞區負責管轄，始建於1378年，面積1.2平方公里，海拔高度295米，2001年人口748，人口密度每平方公里62.3人。